# Listă de filme germane
Listă de filme germane se poate referi la:
- Listă de filme germane din 1895–1918 - Imperiul German
- Listă de filme germane din 1919–1932 - Republica de la Weimar
- Listă de filme germane din 1933–1945 - Germania nazistă
- Listă de filme est-germane din 1945–1990 - RDG
- Listă de filme germane din 1945–1959 - RFG
- Listă de filme germane din anii 1960
- Listă de filme germane din anii 1970
- Listă de filme germane din anii 1980
- Listă de filme germane din anii 1990
- Listă de filme germane din anii 2000
- Listă de filme germane din anii 2010